# Фанні Летурно
Фанні Летурно (англ. Fanny Létourneau, 24 червня 1979) — канадська плавчиня.
Призерка Олімпійських Ігор 2000 року, учасниця 2004 року.
Призерка Чемпіонату світу з водних видів спорту 2001 року.
Переможниця Панамериканських ігор 1999 року, призерка 2003 року.

## Кар'єра
Летурно був дворазовим олімпійським чемпіоном, виступаючи за Канаду в командних та дуетних змаганнях на літніх Олімпійських іграх 2000 року в Сіднеї, Австралія, і вигравши бронзову медаль у командних змаганнях, а також на літніх Олімпійських іграх 2004 року в Афінах, Греція. Разом з партнеркою Клер Карвер-Діас Летурно виграв золоті медалі на Панамериканських іграх 1999 року і на Іграх Співдружності 2002 року в Манчестері. Після Олімпіади 2004 року Летурно вирішив піти зі спорту.